# Programa de sistema
Els programes de sistema o programes de base, en terminologia informàtica, són programes informàtics que conformen un sistema operatiu. Serveixen per controlar i interaccionar amb les unitats centrals dels ordinadors o els seus perifèrics i donen suport a altres programes, en contraposició als anomenats programes d'aplicació. Com a exemples hi ha les biblioteques com ara l'OpenGL per a l'acceleració gràfica, el PNG per al sistema gràfic o dimonis que controlen la temperatura, la velocitat del disc dur (com hdparm) o la freqüència del processador (com cpudyn).
El programes de sistema per antonomàsia és Microsoft Windows, que entre totes les versions acumula prop d'un 90% de la quota de mercat. Menció especial mereix el projecte GNU, les eines de programació del qual permeten combinar-se amb el nucli informàtic basat en Unix anomenat Linux, formant entre tots dos les conegudes com distribucions GNU/Linux. Aquest, a diferència de la plataforma de Microsoft o altres exemples com Mac OS, és programes lliure.
Aquests programes realitzen diverses tasques, com la transferència de dades entre la memòria RAM i els dispositius d'emmagatzematge (disc dur, unitats de discs òptics, etc.) entre d'altres.

## Tipus de programes de sistema
- Carregadors de programes
- Sistemes operatius (i els seus components, molts dels quals poden considerar com a programes de sistema)
- Controladors de dispositius
- Eines de programació: compiladors, assembladors, enllaçadors, etc.
- programes utilitaris
- Entorn d'escriptori/Interfície gràfica d'usuari (que poden incloure Gestors de finestres)
- Línia d'ordres
- BIOS
- Hipervisors
- Bootloaders (gestor de càrrega)

Si el programes de sistema s'emmagatzema en una memòria no volàtil, tal com circuits integrats, usualment se l'anomena firmware.